# Blutsenkungsreaktion

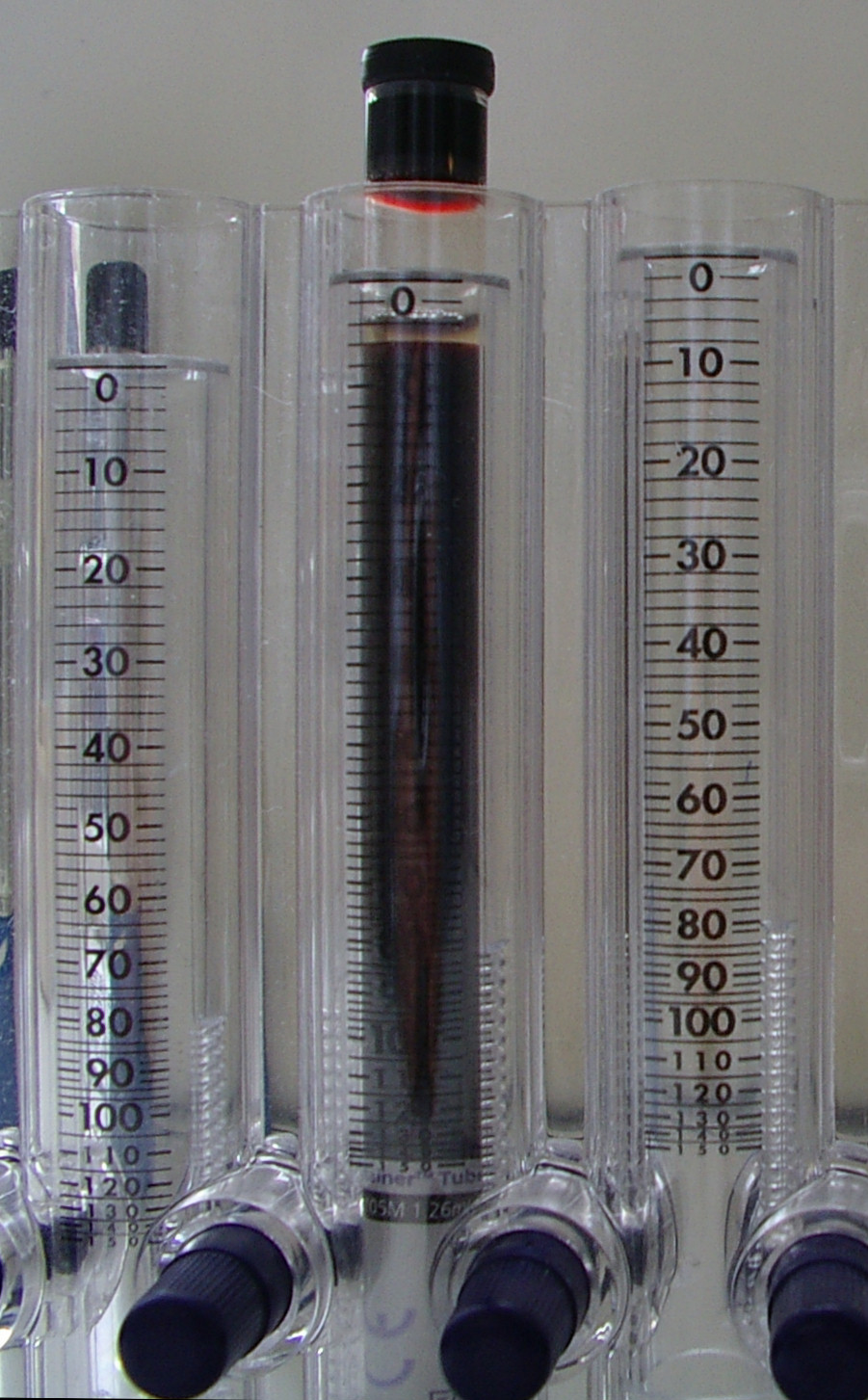
Messung der Blutsenkungsgeschwindigkeit nach der Westergren-Methode

Die Blutsenkungsreaktion – abgekürzt BSR, auch als Blutkörperchensenkungsreaktion, Blutkörperchensenkung (BKS), Blutsenkung, Senkungsreaktion (SR), Erythrozytensedimentationsrate (ESR) oder Blutsenkungsgeschwindigkeit bzw. Blutkörperchensenkungsgeschwindigkeit (kurz BSG) bezeichnet – ist die Geschwindigkeit, mit der sinkfähige Bestandteile des Blutes sinken. Es handelt sich um ein unspezifisches Suchverfahren bei Verdacht auf entzündliche Erkrankungen oder einen Labortest zu deren Verlaufsbeurteilung.
Entzündliche Erkrankungen, bei denen die Blutsenkungsgeschwindigkeit in der Beurteilung eine große Rolle spielt, sind beispielsweise Autoimmunerkrankungen aus dem rheumatischen Formenkreis, Sepsis oder die Chronisch-entzündlichen Darmerkrankungen (CED) wie Morbus Crohn oder Colitis ulcerosa.
Eine abnorme BSG kann aber auch ein Anzeichen für Erkrankungen ungeklärter Ursache wie zum Beispiel Sarkoidose sein.

## Entdeckung und Entwicklung
Das Phänomen der Blutsenkung hat der polnische Pathologe Edmund Biernacki im Jahr 1897 entdeckt. Im Jahr 1921 haben die schwedischen Pathologen Robin Fåhræus, der auch schon 1918 die Blutkörperchengeschwindigkeit bestimmt hatte, und Alf Westergren die Messung durch Zugabe von Natriumcitrat weiter verfeinert.

## Bestimmungsmethode
Die Bestimmung erfolgt meist nach der Westergren-Methode: 1,6 ml Vollblut werden mit 0,4 ml 3,8-prozentiger Natriumcitratlösung ungerinnbar gemacht (die Zugabe von Natriumcitrat führt zur Bindung der für den Gerinnungsprozess notwendigen Calciumionen, → Citratblut) und in ein senkrecht stehendes Glas- oder Kunststoffröhrchen mit Millimetergraduierung bis zu einer Höhe von 200 mm aufgezogen. Die zellulären Bestandteile des Blutes sinken dabei („sedimentieren“) nach unten und deren „Senkung“ – also die Länge der zellfreien Säule von Blutplasma – wird nach einer Stunde, manchmal zusätzlich auch nach zwei Stunden abgelesen, mitunter sogar ein dritter Wert nach 24 Stunden bestimmt. Im Falle eines bestimmten Wertes von 5 mm in der ersten Stunde und 12 mm in der zweiten spricht man von „5 zu 12“. Die BSR sollte spätestens zwei Stunden nach der Blutentnahme bei Zimmertemperatur durchgeführt werden.
Das spezifische Gewicht der Erythrozyten (1,096 g/cm³) ist höher als das des Plasmas (1,027 g/cm³). Dies ist der Grund, warum sie im ungerinnbar gemachten, stehenden Blut langsam absinken. Eine Erhöhung dieser Senkung entsteht vor allem bei Entzündungen und vermehrtem Gewebszerfall. Die Ursache hierfür ist die verstärkte Neigung der Erythrozyten, sich zu größeren Aggregaten zusammenzuballen. Die Erythrozyten sind im Vollblut negativ geladen, wodurch sie sich eher abstoßen und die Sedimentierung relativ langsam abläuft. Liegt jedoch eine Entzündung vor, so heben z. B. die Akute-Phase-Proteine die negative Ladung der Erythrozyten teilweise auf und sie sedimentieren schneller. Da diese Agglomerate eine insgesamt kleinere Oberfläche besitzen als die jeweiligen Einzelzellen gleichen Volumens, sinkt deren Strömungswiderstand, was zu einem schnelleren Absinken führt und damit zu einer Erhöhung der BSG.
Beeinflusst wird die BSG vor allem durch die Zusammensetzung der Plasmaproteine. Ein Anstieg von Albumin vermindert die Senkung, die Zunahme von Fibrinogen, Immunglobulinen und Akute-Phase-Proteinen beschleunigt sie. Die Einzelwirkung jener Plasmabestandteile auf die BSG sind dabei additiv. Plasmaproteine, welche die BSG beschleunigen, werden auch als Agglomerine bezeichnet. Es besteht also eine entgegengesetzte Wirkung von Albumin und Globulin auf die BSG. Eine Erhöhung der BSG geht also oft mit einer Verschiebung des Albumin/Globulin-Quotienten in Richtung des Globulins einher.
Eine starke Verminderung des Hämatokrits führt durch die Verringerung der Blutviskosität ebenfalls zu einem Anstieg der BSG. Eine Vergrößerung der Zelldichte dagegen zu einer Abnahme. Formveränderungen der Erythrozyten, zum Beispiel bei der Sichelzellenanämie oder starke Variationen der Erythrozytengröße durch unterschiedliche Reifestufen, zum Beispiel bei perniziöser Anämie, erschweren die Agglomeration und vermindern so die BSG. Pharmaka, wie Salizylate sowie Steroidhormone, wie Östrogene oder Glucocorticoide erhöhen die BSG.

## Normalwerte

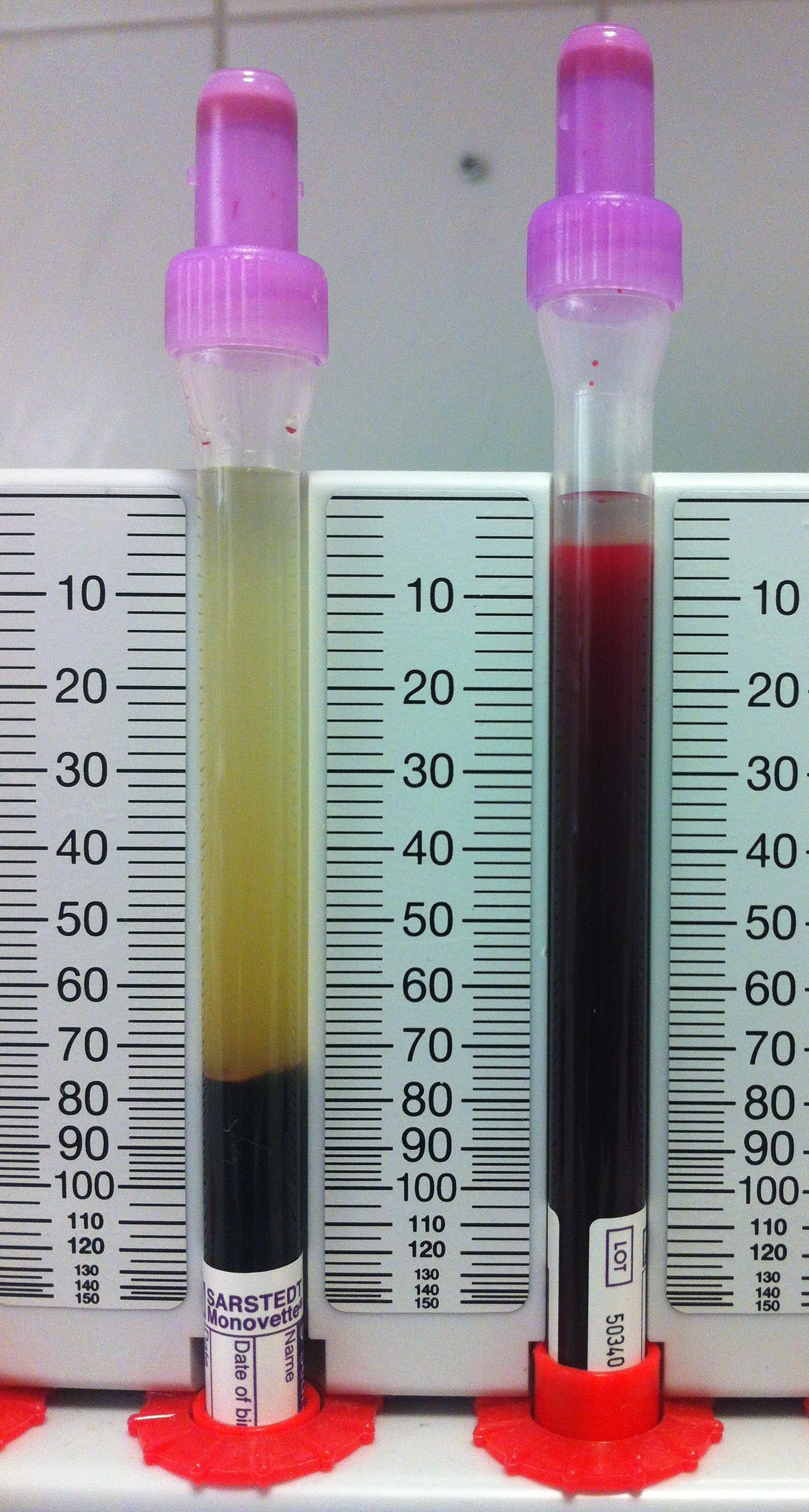
Senkungsbeschleunigung (links) auf 76 mm in 2 Stunden bei einem 25-jährigen Patienten mit atypischer Pneumonie. Rechts zum Vergleich eine normale Senkung.

Wie bei kaum einem anderen Blutwert schwanken die Literaturangaben über die Referenz- oder Normalwerte, teilweise wird geschlechts- und altersabhängig differenziert. Bei Nichtdifferenzierung finden sich in der Literatur für den Referenzwert nach der ersten Stunde in etwa Angaben bis 10 mm, für den Normalwert nach der zweiten Stunde bis etwa 20 mm.

### Beispiel einer Differenzierung
Die Normalwerte (aus G. Herold: Innere Medizin 2016) bei unter 50-Jährigen nach einer Stunde betragen
- beim Mann: bis zu 15 mm n. W. (nach Westergren)
- bei der Frau: bis zu 20 mm n. W.

Für über 50-Jährige gilt:
- beim Mann: bis zu 20 mm n. W.
- bei der Frau: bis zu 30 mm n. W.

## Bewertung
Eine erhöhte BSR ist Hinweis auf eine akute Entzündung und kann im Zusammenhang mit anderen Hinweisen als Diagnosekriterium für verschiedene entzündliche Erkrankungen und Infektionen genutzt werden. Eine verlangsamte BSR tritt beispielsweise bei Polyzythämie auf. Bei einer extremen Erhöhung der BSG spricht man von einer Sturzsenkung.
Probleme:
1. Die BSR ist nur in seltenen Fällen (unter 0,1 %) der alleinige Hinweis für eine zugrunde liegende Erkrankung.
2. Für etwa 5 % aller erhöhten Blutsenkungswerte findet sich keine Erklärung.
3. Eine nicht erhöhte BSR schließt entzündliche Krankheiten nicht aus.
4. Die Einnahme von Hormonpräparaten kann die BSR beschleunigen.
5. Leistungssportler haben aufgrund eines höheren Hämatokrit-Wertes eine verlangsamte BSR.

Im Gegensatz zum CRP – einem Akute-Phase-Protein, das ebenfalls zur Beurteilung entzündlicher Erkrankungen bestimmt wird – erfasst die BSR ein größeres Spektrum an Erkrankungen. Vor allem ein krankhafter Anstieg der Immunglobuline, von Immunkomplexen und anderen Proteinen wird durch die Blutkörperchensenkung besser erfasst. Eine auch nur leicht erhöhte BSR bei jungen Menschen sollte daher abgeklärt werden, sofern noch andere Hinweise auf eine Erkrankung bestehen.

## Fehlerquellen
In der Literatur sind diverse Fehlerquellen bei der Ermittlung der BSR beschrieben. Unter anderem sind dies zu hohe Temperatur (die Werte sind auf eine Temperatur von 23 °C normiert), schiefe Stellung der Röhrchen oder des Gestells und zu viel Natriumcitrat. Zudem gibt es entgegengesetzte sich neutralisierende Blutwertschwankungen bzw. Faktoren, die dazu beitragen. Lebererkrankungen können beispielsweise trotz Vorliegens entzündlicher Prozesse eine BSG verlangsamen und so einen normalen Blutwert vortäuschen, ein entzündungsabhängiger Anstieg und eine medikamentenabhängige Verlangsamung (zum Beispiel bei Methotrexat) können sich ausgleichen.